# Voat Angk Khang Cheung
Voat Angk Khang Cheung es una comuna (khum) del distrito de Banteay Meas, en la provincia de Kompot, Camboya. En marzo de 2008 tenía una población estimada de 5782 habitantes.
Se encuentra ubicada al sur del país, a escasa distancia de los montes Cardamomo, del parque nacional de Preah Monivong, de la costa del golfo de Tailandia y de la frontera con Vietnam.